# Imagen de evolución temporal
En mecánica cuántica, existen diversas formas de presentar las ecuaciones de movimiento de un sistema. En la imagen de Schrödinger la evolución temporal del mismo afecta al estado cuántico que lo representa. Es la manera «estándar» de introducir las ecuaciones de la mecánica cuántica.  Por el contrario, en la imagen de Heisenberg dicha evolución afecta únicamente a los operadores que representan las cantidades observables. Mediante esta imagen se pueden analizar las similitudes entre las ecuaciones de movimiento clásicas y cuánticas. La imagen de interacción (también de Dirac o de Dyson) es un enfoque intermedio entre los dos anteriores, utilizado en teoría de perturbaciones. Las predicciones físicas de la mecánica cuántica no dependen de la imagen que se utilice.

## Imagen de Schrödinger
La imagen de Schrödinger se corresponde con la formulación estándar de la ecuación de Schrödinger. Esta dicta que el estado de un sistema, representado por un ket |ψ⟩, cambia a medida que transcurre el tiempo y que su evolución está dictada por la ecuación diferencial:

{\displaystyle i\hbar {\frac {\partial }{\partial t}}|\psi (t)\rangle =H(t)|\psi (t)\rangle \,,}

donde H(t) es el operador hamiltoniano, relacionado con la energía de dicho sistema, y cuya forma puede depender explícitamente del tiempo. Esta ecuación sólo es válida para un sistema aislado en el que no se efectúa ninguna medida.
La ecuación de Schrödinger es lineal, por lo que la evolución temporal se corresponde con la acción de un cierto operador de evolución temporal U(t,t0):

{\displaystyle |\psi (t)\rangle =U(t,t_{0})|\psi (t_{0})\rangle \,,}

el cual obedece una versión de la ecuación de Schrödinger «para operadores»:

{\displaystyle i\hbar {\frac {\partial }{\partial t}}U(t,t_{0})=H(t)U(t,t_{0})}

## Imagen de Heisenberg
La imagen de Heisenberg es una manera distinta de presentar la evolución de un sistema cuántico, en la que esta se refleja únicamente en los operadores. Una cantidad observable está representada por un operador que puede depender explícitamente del tiempo, O(t). Su valor esperado en un cierto instante es:

(1){\displaystyle \langle O\rangle (t)=\langle \psi ^{\mathrm {S} }(t)|\,O^{\mathrm {S} }(t)\,|\psi ^{\mathrm {S} }(t)\rangle =\langle \psi (t_{0})|\,U(t,t_{0})^{-1}O^{\mathrm {S} }(t)U(t,t_{0})\,|\psi (t_{0})\rangle =\langle \psi ^{\mathrm {H} }|\,O^{\mathrm {H} }(t)\,|\psi ^{\mathrm {H} }\rangle }

Los superíndices «S» y «H» indican que se trata de la imagen de Schrödinger o de Heisenberg. La expresión (1) muestra que el valor esperado de un observable en el instante t es idéntico al que se obtendría utilizando un estado que no cambia con el tiempo, |ψH⟩ = |ψS(t0)⟩; y un operador OH(t) que recoja la evolución del sistema:

{\displaystyle O^{\mathrm {H} }(t)=U(t,t_{0})^{-1}\cdot O^{\mathrm {S} }(t)\cdot U(t,t_{0})\!}

En la imagen de Heisenberg el estado del sistema es una condición inicial |ψH⟩, que basta para analizarlo en cualquier otro instante. Cambiar de la representación de Schrödinger a la de Heisenberg requiere una elección del instante t0 en el que se especifican estas condiciones iniciales.
La imagen de Heisenberg guarda cierta similitud con la mecánica clásica. La dependencia con el tiempo de los operadores está descrita por la ecuación de Heisenberg, que es la contrapartida de la ecuación de Schrödinger:

{\displaystyle {\frac {d}{dt}}O^{\mathrm {H} }(t)={\frac {i}{\hbar }}[H^{\mathrm {H} }(t),O^{\mathrm {H} }(t)]}

Esta ecuación es completamente análoga a la ecuación hamiltoniana de un observable clásico f expresada mediante corchetes de Poisson:

{\displaystyle {\frac {df}{dt}}=\{{\mathcal {H}}(t),f\}+{\frac {\partial f}{\partial t}}}

## Imagen de interacción
La imagen (o representación) de interacción consiste en «repartir» la evolución temporal del sistema entre estados y operadores. Su aplicación es útil cuando el hamiltoniano del sistema puede dividirse en dos partes, considerando una de ellas una perturbación de la otra:

{\displaystyle H^{\mathrm {S} }(t)=H_{0}^{\mathrm {S} }(t)+W^{\mathrm {S} }(t)\,,}

donde WS es la perturbación y H0S es el hamiltoniano sin perturbar o libre, cuyo espectro de energías normalmente se supone conocido. Esto significa que la forma exacta del operador de evolución temporal libre U0(t,t0) es también conocida. La definición de estado y operador en esta representación es:

{\displaystyle {\begin{array}{l}|\psi ^{\mathrm {I} }(t)\rangle =U_{0}(t,t_{0})^{-1}\,U(t,t_{0})\,|\psi ^{\mathrm {I} }(t_{0})\rangle =U_{0}(t,t_{0})^{-1}\,|\psi ^{\mathrm {S} }(t)\rangle \\\\O^{\mathrm {I} }(t)=U_{0}(t,t_{0})^{-1}O^{\mathrm {S} }(t)U_{0}(t,t_{0})\end{array}}}

U(t,t0) es el operador evolución del hamiltoniano completo (incluyendo a W). En esta representación, los estados |ψ(t)⟩ sólo cambian debido a la perturbación, mientras que los operadores obedecen la ecuación de Heisenberg libre:

{\displaystyle {\begin{array}{l}i\hbar {\frac {\partial }{\partial t}}|\psi ^{\mathrm {I} }(t)\rangle =W^{\mathrm {I} }(t)|\psi ^{\mathrm {I} }(t)\rangle \\\\{\frac {d}{dt}}O^{\mathrm {I} }(t)={\frac {i}{\hbar }}[H_{0}^{\mathrm {I} }(t),O^{\mathrm {I} }(t)]+\left({\frac {d}{dt}}O^{\mathrm {S} }(t)\right)^{\mathrm {I} }\end{array}}\!}